# Gegants del Districte de Nou Barris
Els Gegants del Districte de Nou Barris són el Baró i la Trini. Són unes figures inspirades en els barris que representen: ell és un noble català, el Baró de Pinós, propietari d'una casa rural anomenada popularment Torre del Baró; ella és una dona immigrada, com una gran part dels habitants de Nou Barris, amb un nom que la vincula a la zona de la Trinitat. Així, aquests gegants fusionen la cultura autòctona catalana amb la que va aportar la immigració de la dècada dels seixanta provinent del sud de la Península.
Les figures es gesten el 1985, quan el Consell de Districte de Nou Barris decideix d'encarregar la construcció d'una parella de gegants representatius dels seus barris a Xavier Jansana. Aquell mateix any ja es poden estrenar a les festes de la Mercè i a partir d'aleshores la parella comença a sovintejar les celebracions de la ciutat.
Però el Baró i la Trini no van tenir una vida inicial gaire llarga. L'any 1992 van deixar de sortir, a causa del gran pes, i van estar a punt de desaparèixer. Finalment van ser recuperats el maig del 2000, portats per la Germandat de Trabucaires, Geganters i Grallers de Sant Andreu, que els començà a treure per la festa major del districte, per la Mercè i, esporàdicament, en alguna altra trobada gegantera.
L'any 2008 les figures es van sotmetre a una última restauració a càrrec de Manel Casserras i Solé, que els deixà amb l'aparença que tenen avui, més fidel a l'original.
La colla que s'encarrega actualment de portar els gegants i de fer-los ballar és ben recent. El maig del 2012 un grup de persones del barri compromeses amb la cultura popular van decidir de recuperar la Colla Gegantera de Nou Barris, que havia desaparegut més de vint anys enrere. Des d'aleshores en Baró i la Trini tornen a participar activament en cercaviles dins el districte i fora, o fins i tot fora de la ciutat, i celebren la seva trobada gegantera cada any al voltant del 20 de maig, durant la festa major del districte.